# Referéndum constitucional de Rodesia de 1969
Se llevó a cabo un doble referéndum en Rodesia el 20 de junio de 1969, en el cual se preguntó a los votantes si estaban a favor o en contra de a) la adopción de una forma de gobierno republicana, y b) las propuestas de una nueva Constitución, tal como se presentaron en un libro blanco y publicado en una Gaceta Extraordinaria el 21 de mayo de 1969. Ambas propuestas fueron aprobadas. Posteriormente, el país fue declarado una república el 2 de marzo de 1970.

## Antecedentes

### Posición de la monarquía después de la UDI
El 11 de noviembre de 1965, la colonia británica autónoma de Rodesia del Sur hizo una Declaración Unilateral de Independencia aunque continuó reconociendo a la monarca británica, la Reina Isabel II, como jefa de estado, con juramentos de lealtad a "Su Majestad la Reina Isabel, Reina de Rodesia, sus herederos y sucesores".
Sin embargo, el gobierno del Frente Rodesiano de Ian Smith dejó de reconocer la autoridad de su representante de jure, el gobernador Sir Humphrey Gibbs. En cambio, el 17 de noviembre, nombró al ex vice primer ministro Clifford Dupont como "Oficial que Administra el Gobierno en Funciones".
El 2 de diciembre, Smith escribió una carta personal a la Reina, pidiéndole que aceptara a Dupont como el nuevo Gobernador General. En respuesta, se le dijo que "Su Majestad no puede considerar consejos supuestos de este tipo, y por lo tanto ha tenido la amabilidad de ordenar que no se tome ninguna medida al respecto".
Según el borrador de la Constitución de 1965, si la Reina no nombraba a un Gobernador General dentro de los catorce días posteriores a que el Primer Ministro presentara el consejo, se debía nombrar a un Regente.
Sin embargo, en deferencia a la familia real británica, el 16 de diciembre, Smith modificó su plan original y Dupont fue nombrado Oficial que Administra el Gobierno. Continuaría usando el título hasta la declaración de una república en 1970.
En consecuencia, la legislación aprobada después de la DUI fue "promulgada por Su Excelencia el Oficial que Administra el Gobierno, como representante de Su Majestad la Reina más excelente, con el consejo y consentimiento del Parlamento de Rodesia".
De manera similar, Dupont pronunciaba el Discurso del Trono ante la Asamblea Legislativa y firmaba proyectos de ley. Los oponentes de la DUI que la consideraban un movimiento ilegal, como el miembro independiente de la Asamblea Legislativa Ahrn Palley, se negaron a reconocer la oficina de Dupont y abandonaron la apertura del Parlamento en protesta.
Mientras Gibbs continuaba ocupando la Casa del Gobierno, Dupont y su esposa celebraban recepciones oficiales en la Residencia del Gobernador en el barrio de Highlands en Salisbury. En 1967, en el segundo aniversario de la DUI, Gibbs declaró que el libro de visitas estaría abierto a todos aquellos que quisieran mostrar su lealtad a la Reina, mientras que Dupont, en respuesta, anunció que el libro de visitas en su oficina, en la misma calle, estaría abierto a todos aquellos que quisieran mostrar su apoyo a la DUI.
Ni la Reina ni el gobierno británico reconocieron a Dupont como su representante, y aunque ella emitió indultos para dos hombres africanos condenados a muerte en 1968, el gobierno de Smith no aceptó su orden de clemencia.

### Llamados a la república
Los llamados a declarar una república en Rodesia comenzaron tan pronto como julio de 1966, cuando un comité conjunto de la reunión del caucus del Rodesian Front y los presidentes locales del partido propusieron cortar los vínculos con la monarquía británica y adoptar una constitución republicana. Más tarde ese año, en un baile formal para celebrar el primer aniversario de la UDI, hubo gritos de "¡república, república!" entre los asistentes.
Como resultado de la creciente ambigüedad de la posición constitucional de la Reina, el gobierno de Rodesia creía que solo convirtiéndose en una república, Rodesia podría mejorar el comercio y obtener el reconocimiento internacional. Después de las infructuosas conversaciones con el primer ministro británico Harold Wilson a bordo del HMS Fearless en 1968, Smith predijo que Rodesia se convertiría en una república "independientemente del resultado del diálogo con Gran Bretaña".
Más tarde ese año, se nombró una Comisión Constitucional, en la que uno de los testigos argumentó que "la Reina en su calidad de Reina de Rodesia es la prisionera política del gobierno británico". Uno de los más fervientes defensores del estatus de república fue el Ministro de Asuntos Internos, Lance Smith, quien, el 30 de mayo de 1969, denunció a la Reina como una "figura decorativa y portavoz de cualquier gobierno que esté en el poder en Inglaterra".
En sus memorias, Smith describió el estatus de república como "una de las propuestas más controvertidas" y "una decisión difícil para muchos de nosotros que desde el nacimiento habíamos sido inculcados con el Imperio Británico", pero se había "vuelto cada vez más difícil para nosotros separar al monarca y al Imperio de la astucia de los políticos británicos".

### Nueva Constitución
Además, el gobierno de Smith buscó fortalecer la posición de la minoría blanca mediante la adopción de una nueva constitución, que reemplazaría los dos registros electorales no raciales existentes, determinados por calificaciones de propiedad, con registros separados para votantes blancos y africanos.
Bajo la nueva constitución, los votantes blancos elegirían a 50 miembros para la Cámara de Diputados, la cámara baja del Parlamento, mientras que los votantes africanos solo elegirían a 8, con 8 escaños adicionales elegidos indirectamente para representar a jefes e intereses tribales. El Senado, la nueva cámara alta elegida indirectamente, estaría compuesto por 23 senadores, de los cuales 10 serían elegidos por miembros blancos de la Cámara de Diputados, 10 serían jefes africanos, la mitad de Mashonalandia y la mitad de Matabelelandia, elegidos por un colegio electoral compuesto por miembros del Consejo de Jefes, y tres serían nombrados por el presidente.

## Resultados
Las personas elegibles para votar pudieron hacerlo no solo en sus circunscripciones, sino también en cinco circunscripciones regionales (conocidas como estaciones de votación múltiple) en las que podían votar fuera de sus hogares, ubicadas alrededor de Bulawayo, Fort Victoria, Gwelo y Salisbury, con 5220 votos emitidos de esta manera.

## Adopción de nueva constitución

### Declaración de república
Un proyecto de ley para implementar las nuevas propuestas constitucionales fue aprobado por la Asamblea Legislativa el 17 de noviembre, y fue promulgado como ley por Dupont el 27 de noviembre. El último deber de Dupont como Oficial Administrador del Gobierno fue firmar la proclamación de una república el 2 de marzo de 1970.
Después de la declaración de la república, Smith comentó que "cuando le pedimos a la Reina que nos aceptara como un estado independiente, los políticos británicos le dijeron que respondiera "no" y nos convertimos en una república de facto... todo lo que ha sucedido ahora es que nos hemos convertido en una república de jure". Dupont juró como el primer Presidente bajo la nueva constitución republicana, después de su adopción en abril de 1970.
Cuando se le preguntó a un periodista estadounidense si el 2 de marzo sería el "4 de julio" de Rodesia, él respondió: "No... hoy no es un día tan tremendo. Tomamos la decisión de convertirnos en una república hace bastante tiempo y simplemente estamos pasando por un proceso de formalización. El Día de la Independencia es nuestro gran día: el día de esa separación única de Gran Bretaña". En su lugar, se eligió el tercer lunes de octubre como el Día de la República, un feriado público. Aunque el Día Oficial del Cumpleaños de la Reina se mantuvo como un feriado público después de la Declaración Unilateral de Independencia (UDI), el Día de la Mancomunidad fue eliminado y reemplazado por el Día de la Independencia.

### Cambios legales y heráldicos
En el sistema legal, las referencias a "la Corona" fueron reemplazadas por "el Estado", y los abogados sénior ya no serían designados como "Consejeros de la Reina" sino como "Consejeros Senior". A pesar de esto, los Consejeros de la Reina existentes no se vieron afectados.
A pesar de no querer dar legitimidad a la declaración de estatus republicano, la Reina, siguiendo el consejo del gobierno británico, aprobó la suspensión del título "Real" al Regimiento Real de Rodesia y a la Fuerza Aérea Real de Rodesia, así como la suspensión de su propio nombramiento como Coronel en Jefe del Regimiento Real de Rodesia, y el de la Reina Madre, como Comisionada Honoraria de la Policía Británica de Sudáfrica (BSAP, por sus siglas en inglés); además, se persuadió a la Reina Madre a renunciar a su cargo como Canciller del University College, Salisbury.
De manera similar, la Corona de San Eduardo fue eliminada del escudo de la BSAP, aunque el nombre de la fuerza permaneció sin cambios hasta julio de 1980, después de la independencia del país como Zimbabue. El Ejército de Rodesia la reemplazó con un león agarrando un colmillo de elefante, el emblema del escudo de armas de la Compañía Británica de Sudáfrica, y la Fuerza Aérea con el Pájaro de Zimbabue, aunque se utilizó el emblema del "León y el Colmillo" en las insignias de rango.
Sin embargo, la Cámara de la Asamblea continuó usando el mazo ceremonial coronado con la Corona, que previamente era utilizado por la Asamblea Legislativa. Modelado a partir del de la Cámara de los Comunes británica, este se utilizó inicialmente en la Cámara de la Asamblea después de la independencia de Zimbabue en 1980. En cambio, el Mazo del Senado tenía un diseño distinto.
Aunque God Save the Queen dejó de ser tocado en ocasiones oficiales, no se adoptó de inmediato un reemplazo o un himno nacional después de la declaración de la república. Fue solo en 1974 que se adoptó Levántense, oh Voces de Rodesia, cantado con la melodía de la Oda a la Alegría, como el himno nacional, después de intentos fallidos de encontrar una melodía original. (Nota: Este himno fue posteriormente cambiado en 1980 cuando Zimbabue se independizó y adoptó el himno "Ishe Komborera Africa" como su himno nacional).

## Respuesta internacional

### Naciones Unidas
Al igual que con la Declaración Unilateral de Independencia (UDI) anterior, el cambio al estatus de república no fue reconocido por las Naciones Unidas, y fue condenado en la Resolución 277 (1970) del Consejo de Seguridad de las Naciones Unidas, que decidió que "los Estados Miembros se abstendrán de reconocer a este régimen ilegal o de prestarle cualquier ayuda".

### Gobierno británico y otros
Reino Unido denunció el cambio, declarando que "la supuesta asunción de un estatus republicano por parte del régimen en Rodesia del Sur es, al igual que la declaración de independencia de 1965, ilegal". Cerró su misión residual en Salisbury y cerró su contraparte rodesiana en Londres.
Otros países que habían mantenido consulados en Rodesia después de la DUI, argumentando que estaban acreditados ante la Reina y no ante el gobierno rodesiano, procedieron a cerrarlos. Entre el 4 y el 17 de marzo de 1970, Bélgica, Dinamarca, la República Federal de Alemania, Francia, Grecia, Italia, los Países Bajos, Noruega y Suiza notificaron a las Naciones Unidas su intención de cerrar sus oficinas consulares. Estados Unidos también cerró su consulado, a pesar de que la Casa Blanca favorecía que permaneciera abierto.
Aunque Sudáfrica y Portugal no cerraron sus misiones en Rodesia después de la declaración de una república, ninguno de los dos países extendió el reconocimiento diplomático.

### Comité Olímpico Internacional
Rhodesia fue inicialmente permitida para asistir a los Juegos Olímpicos de Múnich 1972 en Múnich, con la condición de que se utilizara la bandera y el himno británico, y que los miembros de su equipo olímpico fueran descritos como súbditos británicos. Sin embargo, fue expulsada del Comité Olímpico Internacional cuatro días antes de la apertura de los juegos.